# Chitra indica
Espèce
Synonymes
- Trionyx indicus Gray, 1830
- Gymnopus lineatus Duméril & Bibron, 1835

Statut de conservation UICN

 EN A1cd+2cd : En danger
Statut CITES
Chitra indica est une espèce de tortues de la famille des Trionychidae.

## Répartition
Cette espèce se rencontre :
- au Bangladesh ;
- au Népal ;
- au Pakistan ;
- en Inde dans les États d'Andhra Pradesh, de Madhya Pradesh, de Maharashtra, d'Orissa, de Penjab, de Tamil Nadu, d'Uttar Pradesh et du Bengale-Occidental.

## Publication originale
- Gray, 1831 "1830" : A synopsis of the species of Class Reptilia. The animal kingdom arranged in conformity with its organisation by the Baron Cuvier with additional descriptions of all the species hither named, and of many before noticed, V Whittaker, Treacher and Co., London, vol. 9, Supplement, p. 1-110 (texte intégral).